# 410
Năm 410 là một năm trong lịch Julius.